# Xã Garland, Quận St. Francis, Arkansas
Xã Garland (tiếng Anh: Garland Township) là một xã thuộc quận St. Francis, tiểu bang Arkansas, Hoa Kỳ. Năm 2010, dân số của xã này là 1.710 người.